# Presidente facente funzione del quorum dei dodici apostoli
Il Presidente facente funzione del quorum dei dodici apostoli è l'Apostolo più anziano (di ordinazione) facente parte del quorum nel caso in cui un Apostolo più anziano di lui serva come consigliere nella Prima Presidenza della Chiesa.